# Чулым (Красноярский край)
Чулым — посёлок в Новосёловском районе Красноярского края России. Административный центр Чулымского сельсовета.

## География
Посёлок расположен в 48 км к северо-востоку от районного центра Новосёлово.

## Население
| 2010 |
| ---- |
| 722  |

Гендерный состав
По данным Всероссийской переписи населения 2010 года 341 мужчина и 381 женщина из 722 чел.